# Imidazolidină
Imidazolidina este un compus organic heterociclic cu formula chimică (CH2)2(NH)2CH2. Prezintă caracter bazic. Imidazolidinele sunt compușii derivați de la această structură.

## Obținere
Imidazolidinele se obțin tradițional în urma unei reacții de condensare a unei 1,2-diamine cu o aldehidă. Unul sau ambii atomi de azot pot fi substituiți cu resturi alchil sau benzil:
{\displaystyle {\ce {(CH2NBn)2 + PhCHO ->(CH2NBn)2C(H)Ph + H2O}}}
Prima sinteză a imidazolidinei părinte a fost raportată în anul 1952.

## Proprietăți
Imidazolidina și derivații săi nesubstituiți sunt adesea labili. Nucleul este susceptibil la atacul hidrolitic, formând diamina și aldehida.
Eliminarea celor doi atomi de hidrogen de la carbonul din poziția 2, aflat între cei doi atomi de azot, ar duce la formarea unei carbene (denumită dihidroimidazol-2-ilidenă). Derivații săi sunt o categorie de carbene persistente.